# Tim (città)
Tim (in russo  Тим?) è un insediamento di tipo urbano della Russia europea, nell'oblast' di Kursk; è il centro amministrativo del distretto Timskij.
Si trova nel corso superiore del fiume Tim (bacino del Don), 75 km a est di Kursk.